# État libre (Afrique du Sud)
Pour les articles homonymes, voir État libre (homonymie).
L'État libre (en sotho du Sud : Freistata, en afrikaans : Vrystaat, en anglais : Free State ; ancien État libre d'Orange) est une des neuf provinces d'Afrique du Sud depuis 1994. L'État libre est peuplé d'environ 2,8 millions d'habitants.

## Histoire
L'État libre a succédé dans son intégralité géographique à l'ancienne république boer de l'État libre d'Orange (1854) et à la province du même nom constituée à la formation de l'Union sud-africaine en 1910.
En 1995, son nom usuel traditionnel d'État libre (Free State ou Vrystaat) fut retenu comme nouveau nom officiel de la province.

## Géographie

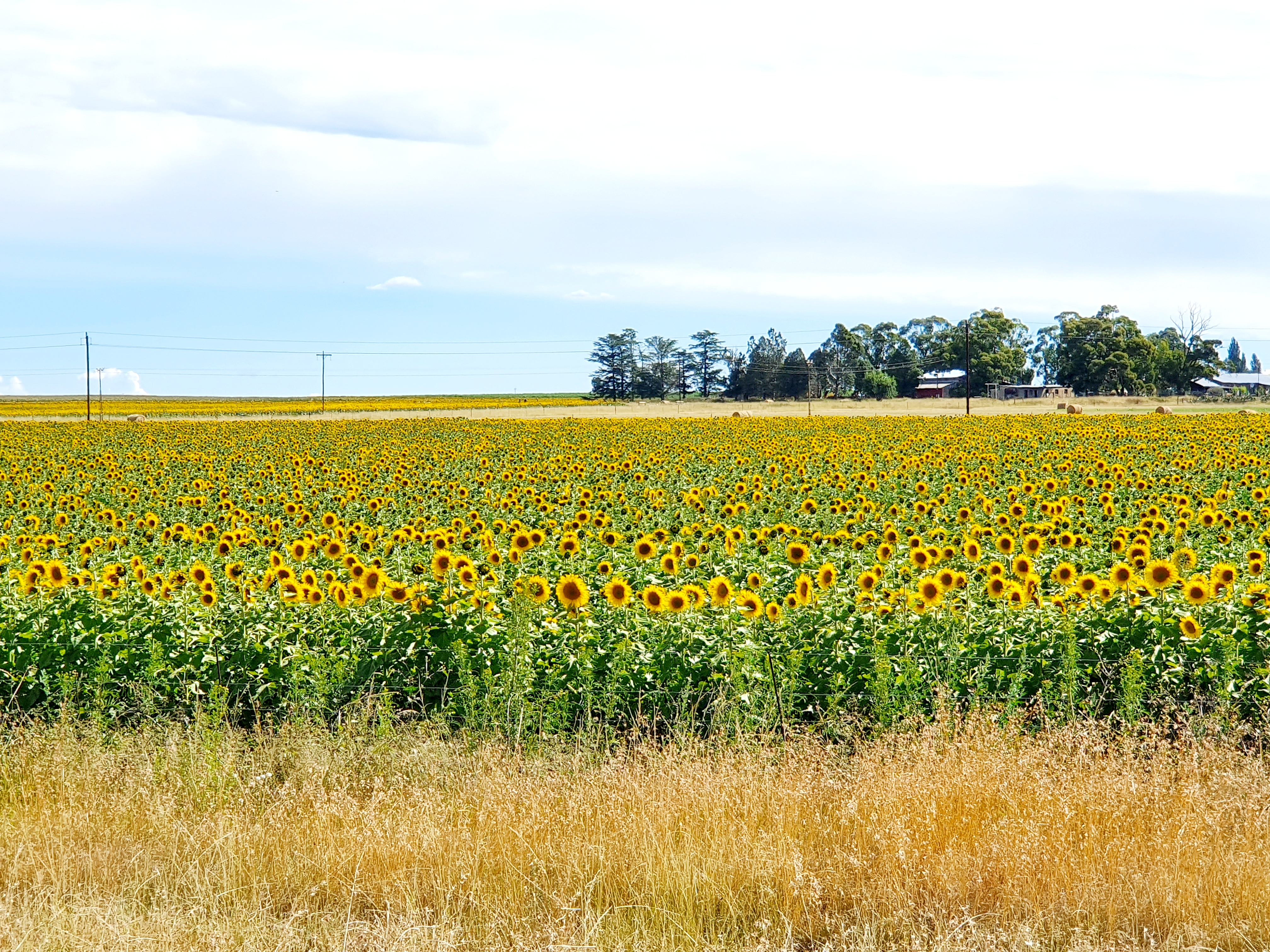
Champ de tournesols.

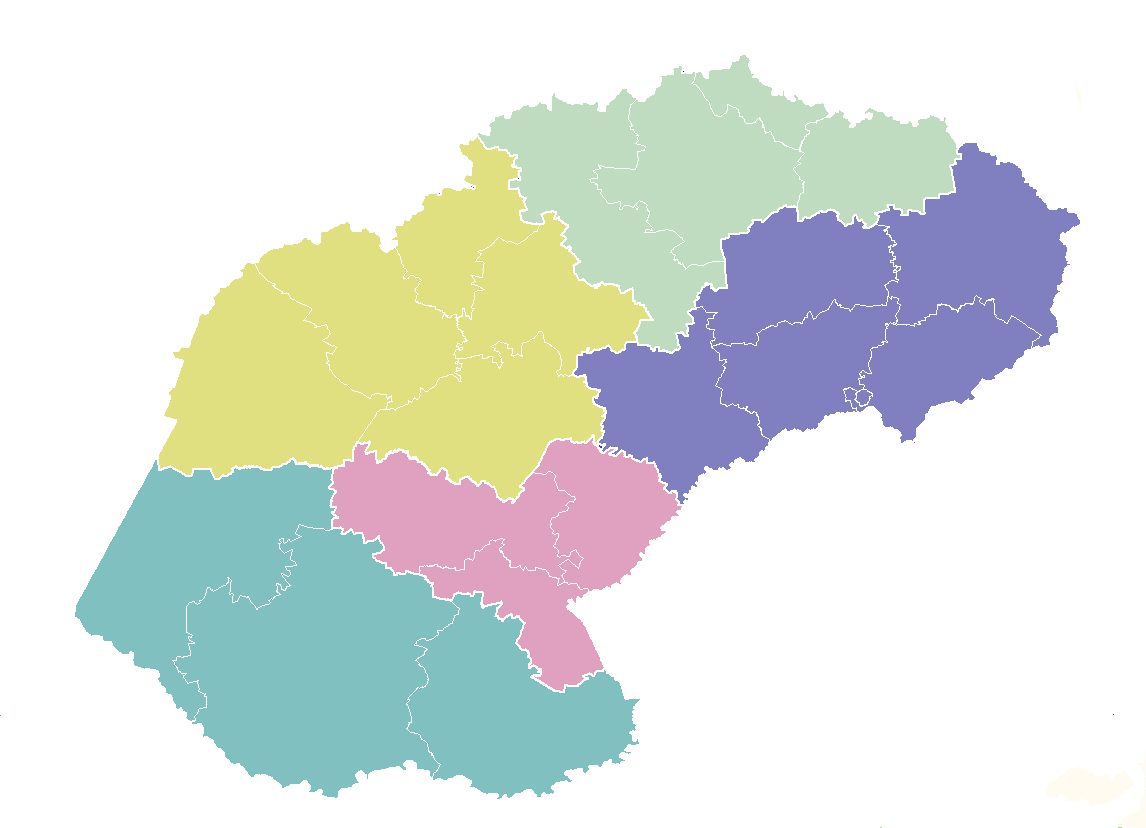
Districts municipaux de l'État libre : Fezile Dabi (vert pâle), Thabo Mofutsanyane (violet), Motheo (rose), Xhariep (bleu-vert), Lejweleputswa (jaune).

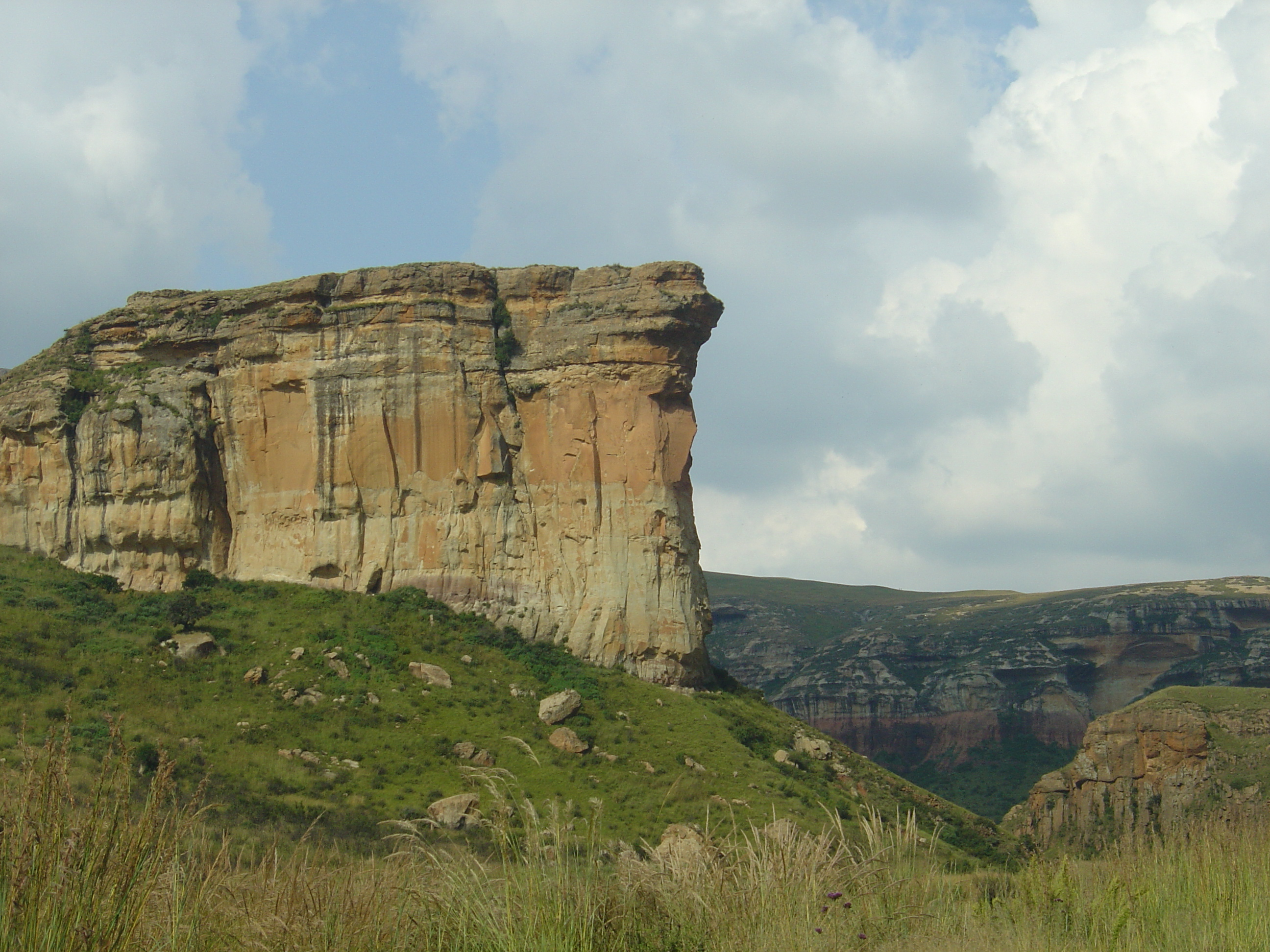
Die Brandwag (la sentinelle), emblème du parc national des Golden Gate Highlands.

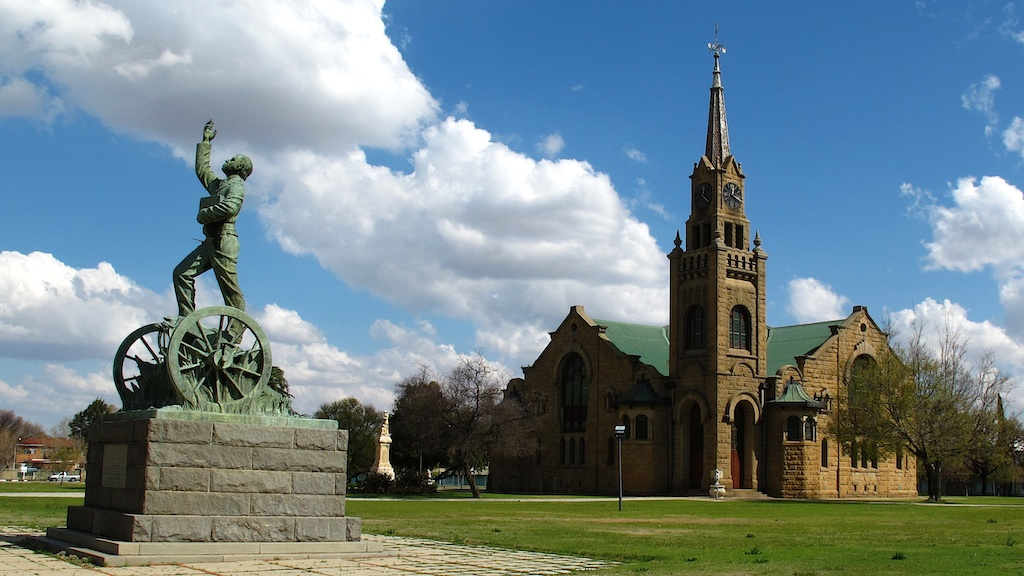
Kroonstad.

L'État libre jouxte six des neuf provinces du pays (Gauteng, Nord-Ouest, Mpumalanga, Cap-Nord, Cap-Oriental et KwaZulu-Natal) ainsi que le royaume enclavé du Lesotho.
L'État libre est situé dans les hautes plaines du centre de l'Afrique du Sud. Il dispose d'un sous-sol riche en minerais tels que l'or et le diamant.
Avec ses 30 000 fermes, la province est réputée être le grenier à blé du pays.
Par sa situation géographique, c'est aussi un carrefour ferroviaire important.
Sa capitale est Bloemfontein (située dans la municipalité de Mangaung) ce qui signifie « fontaine aux fleurs ».
Ses principales autres villes et villages sont Kroonstad, Welkom, Winburg, Bethlehem, Clarens, Ficksburg, Harrismith, Ladybrand, Paul Roux, Petrus Steyn, Phuthaditjhaba, Van Reenen, Vrede, Belmont, Boshof, Bothaville, Brandfort, Hertzogville, Hoopstad, Ventersburg, Virginia, Deneysville, Frankfort, Parys, Sasolburg, Vredefort, Botshabelo, Dewetsdorp, Fauresmith, Koffiefontein, Philippolis, Rouxville, Springfontein, Thaba 'Nchu, Trompsburg, Wepener, Zastron.

## Démographie
Par groupe ethniques en 2011 :
- Noirs : 87,61 %
- Blancs : 8,71 %
- Coloureds : 3,05 %
- Asiatiques et Indiens : 0,38 %
- autres : 0,25 %

Par langue maternelle en 2011 :
- sesotho : 64,20 %
- afrikaans : 12,72 %
- xhosa : 7,52 %
- tswana : 5,24 %
- zoulou : 4,41 %
- anglais : 2,94 %
- langue des signes : 1,23 %
- autres : 0,60 %
- sepedi : 10,62 %
- ndébélé du nord et ndébélé du sud : 0,37 %
- tsonga : 0,30 %
- venda : 0,10 %
- swati : 0,08 %

## Politique
Elle est dominée aujourd'hui politiquement par le Congrès national africain après avoir été longtemps, sous l'apartheid, un des principaux fiefs afrikaners du Parti national et du Parti conservateur d'Afrique du Sud.
| Identité                            | Période          | Période          | Durée                      | Étiquette                 |
| Identité                            | Début            | Fin              | Durée                      | Étiquette                 |
| ----------------------------------- | ---------------- | ---------------- | -------------------------- | ------------------------- |
| Patrick Lekota (né en 1948)         | 7 mai 1994       | 18 décembre 1996 | 2 ans, 7 mois et 11 jours  | Congrès national africain |
| Ivy Matsepe-Casaburri (1937 - 2009) | 18 décembre 1996 | 15 juin 1999     | 2 ans, 5 mois et 28 jours  | Congrès national africain |
| Winkie Direko (1929 - 2012)         | 15 juin 1999     | 26 avril 2004    | 4 ans, 10 mois et 11 jours | Congrès national africain |
| Beatrice Marshoff (1957 - 2023)     | 26 avril 2004    | 6 mai 2009       | 5 ans et 10 jours          | Congrès national africain |
| Ace Magashule (né en 1959)          | 6 mai 2009       | 27 mars 2018     | 8 ans, 10 mois et 21 jours | Congrès national africain |
| Sefora Ntombela (en), (née en 1957) | 28 mars 2018     | En cours         | 7 ans et 29 jours          | Congrès national africain |

| Parti | Parti                                  | Voix    | %     | Sièges |
| ----- | -------------------------------------- | ------- | ----- | ------ |
|       | Congrès national africain              | 541 535 | 61,14 | 19     |
|       | Alliance démocratique                  | 155 694 | 17,58 | 6      |
|       | Combattants pour la liberté économique | 111 427 | 12,58 | 4      |
|       | Front de la liberté                    | 35 031  | 3,96  | 1      |
|       | Autres                                 | 41 990  | 4,74  | 0      |
| Total | Total                                  | 885 677 | 100   | 30     |

| Année | ACDP | ANC | COPE | DP/DA | EFF | FF/FF+ | NP/NNP |
| ----- | ---- | --- | ---- | ----- | --- | ------ | ------ |
| 1994  | 0    | 24  | —    | —     | —   | 2      | 4      |
| 1999  | 0    | 25  | —    | 2     | —   | 1      | 2      |
| 2004  | 1    | 25  | —    | 3     | —   | 1      | 0      |
| 2009  | 0    | 22  | 4    | 3     | —   | 1      | —      |
| 2014  | 0    | 22  | 0    | 5     | 2   | 1      | —      |
| 2019  | 1    | 19  | 0    | 6     | 4   | 3      | —      |

## Personnalités historiques ou contemporaines de l'État libre
- John van Reenen : Athlète ayant battu le record du lancer du disque en 1975
- J. R. R. Tolkien : auteur du Seigneur des Anneaux, né à Bloemfontein
- James B. Hertzog : Premier ministre et élu de la province
- Kobie Coetsee : élu représentant Bloemfontein-Ouest au Parlement, ministre (1978-1994), président du Sénat
- Zola Budd : athlète, coureuse de fond et demi-fond
- Christiaan de Wet : général Boer
- Mary Crockett : pasteure
- Beatrice Marshoff : politicienne sud-africaine